# Restrictions
Restrictions è il terzo album discografico del gruppo musicale hard rock statunitense Cactus, pubblicato dalla Atco Records nel 1971.

## Tracce
1. Restrictions (Day, Appice) – 6:16
2. Token Chokin' (Day, Appice) – 3:08
3. Guiltless Glider (Day, Bogert, Appice, McCarty) – 8:44
4. That's Evil (Chester Burnett) – 3:15
5. Alaska (McCarty, Bogert, Day) – 3:40
6. Sweet 16 (Bogert, Day, Appice, McCarty) – 3:19
7. Bag Drag (McCarty, Day) – 5:12
8. A Mean Night in Cleveland (Day, Bogert, Appice, McCarty) – 2:10

## Formazione
- Tim Bogert - basso, cori, voce
- Carmine Appice - batteria, percussioni, cori
- Jim McCarty - chitarra
- Rusty Day - voce, armonica